# 甲田英將
甲田 英將（こうだ ひでまさ、2003年10月2日 - ）は、三重県四日市市出身のプロサッカー選手。Jリーグ・愛媛FC所属。ポジションはミッドフィールダー。

## 略歴
名古屋グランパスのアカデミー出身。2020年シーズンと2021年シーズン、2種登録選手としてトップチームに登録された。2021年9月、2022年シーズンからのトップチーム昇格内定が発表された。
2022年2月23日、ルヴァンカップ・グループステージ第1節の清水エスパルス戦でトップチームデビューを飾った。
2023年6月12日、J2リーグ・東京ヴェルディへの育成型期限付き移籍が発表された。
2023年12月29日、水戸ホーリーホックへの育成型期限付き移籍が発表された。
2024年12月27日、愛媛FCへの育成型期限付き移籍が発表された。

## 所属クラブ
- 川島サッカー少年団（四日市市立川島小学校）
- 名古屋グランパスU-12（四日市市立川島小学校）
- 名古屋グランパスU-15（四日市市立三滝中学校）
- 名古屋グランパスU-18（東海学園高等学校）
  - 2020年 - 2021年  名古屋グランパス（2種登録選手）
- 2022年 -   名古屋グランパス
  - 2023年6月 - 同年12月  東京ヴェルディ（育成型期限付き移籍）
  - 2024年  水戸ホーリーホック（育成型期限付き移籍）
  - 2025年 -   愛媛FC（育成型期限付き移籍）

## 個人成績
| 国内大会個人成績 | 国内大会個人成績 | 国内大会個人成績 | 国内大会個人成績 | 国内大会個人成績 | 国内大会個人成績 | 国内大会個人成績 | 国内大会個人成績 | 国内大会個人成績 | 国内大会個人成績 | 国内大会個人成績 | 国内大会個人成績 |
| 年度             | クラブ           | 背番号           | リーグ           | リーグ戦         | リーグ戦         | リーグ杯         | リーグ杯         | オープン杯       | オープン杯       | 期間通算         | 期間通算         |
| 年度             | クラブ           | 背番号           | リーグ           | 出場             | 得点             | 出場             | 得点             | 出場             | 得点             | 出場             | 得点             |
| 日本             | 日本             | 日本             | 日本             | リーグ戦         | リーグ戦         | リーグ杯         | リーグ杯         | 天皇杯           | 天皇杯           | 期間通算         | 期間通算         |
| ---------------- | ---------------- | ---------------- | ---------------- | ---------------- | ---------------- | ---------------- | ---------------- | ---------------- | ---------------- | ---------------- | ---------------- |
| 2022             | 名古屋           | 33               | J1               | 7                | 0                | 5                | 0                | 0                | 0                | 12               | 0                |
| 2023             | 名古屋           | 33               | J1               | 2                | 0                | 4                | 0                | 1                | 0                | 7                | 0                |
| 2023             | 東京V            | 22               | J2               | 9                | 0                | -                | -                | -                | -                | 9                | 0                |
| 2024             | 水戸             | 23               | J2               | 29               | 2                | 0                | 0                | 1                | 0                | 30               | 2                |
| 2025             | 愛媛             | 24               | J2               |                  |                  |                  |                  |                  |                  |                  |                  |
| 通算             | 日本             | 日本             | J1               | 9                | 0                | 9                | 0                | 1                | 0                | 19               | 0                |
| 通算             | 日本             | 日本             | J2               | 38               | 2                | 0                | 0                | 1                | 0                | 39               | 2                |
| 総通算           | 総通算           | 総通算           | 総通算           | 47               | 2                | 9                | 0                | 2                | 0                | 58               | 2                |

- 2020年・2021年は2種登録選手。共に2種登録選手としての公式戦出場無し。

出場歴
- Jリーグ初出場:2022年3月6日 J1第3節 名古屋グランパス戦（豊田スタジアム）
- Jリーグ初得点:2024年3月16日 J2第4節 徳島ヴォルティス戦（ケーズデンキスタジアム水戸）

## タイトル

### 代表
U-21日本代表
- ドバイカップU-23 (2022年)

## 代表歴
- U-16日本代表
  - チュニジア遠征（2019年）
- U-19日本代表
  - スペイン遠征（2022年）
- U-20日本代表
  - AFC U20アジアカップ（2023年）
- U-21日本代表
  - 千葉キャンプ（2022年）
  - ドバイカップU-23（2022年）
- U-22日本代表
  - AFC U-23アジアカップ予選（2021年）